# Karl Theodor von Inama-Sternegg
Karl Theodor von Inama-Sternegg (Augusta, 20 gennaio 1843 – Innsbruck, 28 novembre 1908) è stato un economista, statistico e storico austriaco.

## Biografia
Karl Theodor Inama von Sternegg proveniva dalla famiglia degli Inama che aveva le sue radici nella Val di Non. Studiò storia, economia e diritto all'Università di Monaco dove nel 1865 ottenne il titolo di dottorato con il suo lavoro "Le conseguenze economiche della Guerra dei Trent'anni". Sempre a Monaco nel 1867 conseguì l'abilitazione. Nel 1868 si trasferì all'Università di Innsbruck dove iniziò a insegnare economia politica e nel 1880 venne chiamato all'Università di Praga.
Nel 1881 venne nominato direttore delle statistiche amministrative dell'ufficio statistico nazionale austriaco, istituto di cui divenne presidente nel 1884.
Allo stesso tempo fu professore onorario all'Università di Vienna e si occupò dell'organizzazione nel 1890 del primo censimento austriaco in cui fecero comparsa macchine elettriche.

### Vita privata
Nel 1869 si sposò a Innsbruck con Henriette Aigner von Aigenhofen (1849–1917) dalla quale ebbe due figlie e due figli, tra cui la pittrice Fanny Inama von Sternegg e lo studioso di araldica e genealogia Karl Inama von Sternegg.

## Opere e pubblicazioni
Lasciò buon nome nel campo pratico della statistica, disciplina alla quale s'era dedicato attivamente fondando la Statistiche Monatsschrift. Fu il fondatore delle pubblicazioni ufficiali dell'ufficio centrale di statistica nonché curatore di Österreichische Statistik, Statistisches Handbuch e Österreichisches Städtebuch. Inoltre fu coeditore di Zeitschrift für Volkswirtschaft, Sozialpolitik und Verwaltung (Periodico di economia nazionale, politiche sociali e amministrazione).
Numerose furono le sue pubblicazioni, ma la più importante è la Deutsche Wirtschaftgeschichte. Di particolare interesse risulta anche la sua monumentale edizione critica, promossa assieme a Ignaz von Zingerle e Josef Egger, degli statuti rurali dell'area tedescofona del Tirolo storico, apparsa con il titolo di Tirolische Weistümer.

### Scritti
- Verwaltungslehre in Umrissen, Innsbruck 1870
- Untersuchungen über das Hofsystem im Mittelalter, Innsbruck 1872
- Entwickelung der deutschen Alpendörfer, in Historisches Taschenbuch, 1874
- Über die Quellen der deutschen Wirtschaftsgeschichte, Wien 1877
- Die Ausbildung der großen Grundherrschaften in Deutschland während der Karolingerzeit, Leipzig 1878
- Deutsche Wirtschaftsgeschichte; vol. 1: Bis zum Schluß der Karolingerperiode, Leipzig 1879; vol. 2: Im 10.–12. Jahrhundert, Leipzig 1891; vol. 3: In den letzten Jahrhunderten des Mittelalters, 2 tomi, Leipzig 1899–1901
- Zur Verfassungsgeschichte der deutschen Salinen im Mittelalter, Leipzig 1886
- Sallandstudien, Tübingen 1889
- Abriß der deutschen Wirtschaftsgeschichte, in Hermann Paul: Grundriß der germanischen Philologie, Straßburg 1889
- Die persönlichen Verhältnisse der Wiener Armen, Vienna 1892 e 1899
- Staatswissenschaftliche Abhandlungen, Leipzig 1903
- Coeditore con Ignaz Vinzenz Zingerle e Josef Egger: Die Tirolischen Weistümer (= Österreichische Weistümer, 5, 1-4), 4 voll., Vienna, 1875–1891